# Феликс из Комо
Феликс (умер ок. 390 года) — первый епископ Комо. День памяти — 1 июля.
Первый епископ Комо, святой Феликс был другом святого Амвросия Медиоланского и помогал ему в его миссионерской деятельности. Когда святой Вассиан воздвиг храм святых апостолов в Лоди, этот храм был освящён в присутствии святых Амвросия и Феликса.
Святой Феликс был прославлен 8 октября 391 года.